# استیو آرنولد (بازیکن فوتبال، زاده ۱۹۸۹)
استیو آرنولد (انگلیسی: Steve Arnold؛ زادهٔ ۲۲ اوت ۱۹۸۹) بازیکن فوتبال اهل بریتانیا است.
از باشگاه‌هایی که در آن بازی کرده‌است می‌توان به باشگاه فوتبال ایستلی، باشگاه فوتبال نوریچ سیتی، باشگاه فوتبال استیونج، باشگاه فوتبال گرایس اتلتیک، باشگاه فوتبال وایکام واندررز، باشگاه فوتبال فارست گرین راورز، و باشگاه فوتبال هیز و یدینگ یونایتد اشاره کرد.
وی همچنین در تیم ملی فوتبال England C بازی کرده‌است.